# 东代希施特里希
东代希施特里希（意为东堤线）是德国石勒苏益格－荷尔斯泰因州的一个市镇。总面积4.63平方公里，总人口284人，其中男性145人，女性139人（2011年12月31日），人口密度61人/平方公里。